# 喜劇之王 (1982年電影)
《喜劇之王》（英語：The King of Comedy）是一部1982年美國諷刺黑色幽默電影，導演是馬田·史高西斯，主演有羅拔·迪尼路、傑利·路易斯及桑德拉·伯恩哈德。本片的主題包括名人崇拜以及美國傳媒文化。二十世紀福斯於1983年2月18日在美國公映，冰島則提早兩個月上映。本片於1981年6月1日在紐約開始拍攝，以避開與即將到來的編劇家罷工 1981年美国编剧工会大罢工衝突到，並於1983年的康城影展作為開幕片。
本片獲得多數好評，但票房失利。這是傑利·路易斯演出的最後一部福斯公司出品的電影。

## 劇情
Rupert Pupkin（羅拔·迪尼路 飾演）是個普通的郵差，他十分喜愛喜劇，整日沉浸在當喜劇大師的幻想中。為了能露臉揚名，他不惜卑躬屈膝去求喜劇明星、電視節目主持人Jerry Langford（傑利·路易斯 飾演），希望能得到一次表演的機會。然而，多次請求都被拒絕，Pupkin就孤注一擲，和被Jerry拋棄的Masha（桑德拉·伯恩哈德 飾演）策劃綁架了Jerry，逼他讓自己以“喜劇之王”的名義在電視台表演。Jerry被逼同意。出人意料，Pupkin的表演獲得成功，博得觀眾喝彩。

## 演員
- 羅拔·迪尼路 飾 Rupert Pupkin
- 傑利·路易斯 飾 Jerry Langford
- 戴安娜·艾伯特（英语：Diahnne Abbott） 飾 Rita Keane
- 桑德拉·伯恩哈德 飾 Masha
- 雪麗·海克（英语：Shelley Hack） 飾 Cathy Long
- 托尼·藍道爾（英语：Tony Randall） 飾 他自己
- 艾德·赫利希（英语：Ed Herlihy） 飾 他自己
- Frederick de Cordova（英语：Fred de Cordova） 飾 Bert Thomas
- 瑪戈·溫克勒（英语：Margo Winkler） 飾 the receptionist
- 陳錦湘 飾 Jonno

## 外部連結
- 互联网电影数据库（IMDb）上《喜劇之王》的资料（英文）
- 豆瓣电影上《喜劇之王》的資料 （简体中文）
- 爛番茄上《喜劇之王》的資料（英文）
- AllMovie上《喜劇之王》的资料（英文）